# Fiat India
Fiat India Ltd. est la filiale indienne du groupe italien Fiat Group Automobiles SpA
Le groupe Fiat SpA est présent en Inde depuis 1905, date à laquelle il commercialisa les premières automobiles en circulation en Inde, via un importateur, Bombay Motor Cars Agency.
Actuellement, il dispose de sa propre filiale de production d'automobiles Fiat India Auto Ltd - FIAL, d'une filiale pour la production de tracteurs agricoles New Holland Tractors et disposait jusqu'en 2007, du constructeur indien de camions Ashok Leyland, filiale d'Iveco.

## Rappel historique
En 1950, le nouveau constructeur indien PREMIER, noue un accord de développement et de coopération avec Fiat Auto pour assembler localement la Fiat 500 Topolino.
En 1954, Fiat et Premier étendent le premier accord pour assembler la fameuse Fiat 1100-103. Cet accord de licence permettra d'équiper quasiment tous les taxis indiens avec une Fiat 1100.
À partir de 1956, l'État Indien exige une intégration locale dans toutes les automobiles produites sur le sol indien et ferme son marché aux importations. Seuls 5 constructeurs sont autorisés à fabriquer des automobiles. La Fiat Premier 1100 reçoit 65 % de composants locaux. À partir de 1965, la Fiat Premier 1100 est produite uniquement avec des composants locaux.
En 1965, la licence de fabrication de la Fiat 1100-103 expire. Le marché indien étant très limité, la Fiat Premier 1100 est produite à 40 000 exemplaires par an mais couvre 30 % du marché indien. En 1964, Fiat cède à Premier les droits pour poursuivre la production du modèle sous un autre nom. C'est ainsi que naitra la Premier Padmini qui restera en fabrication jusqu'en 1999.
En 1981, Fiat et PAL - Premier Automobiles Limited, signent un nouvel accord technique pour produire localement la Fiat 124. Fiat cèdera au constructeur indien la ligne de production de sa filiale espagnole Seat. Premier, qui fabriquait en sous traitance pour Nissan, le moteur A-12 de 1,1 litre de cylindrée, montera ce moteur en lieu et place du moteur Fiat qui équipe la Padmini et qui remonte à....1953 !!.
C'est à partir de 1985 que Premier commercialise la Premier 118NE, une Fiat 124 avec les dernières retouches de carrosserie espagnoles de la Seat 124 Pamplona de 1980 et un moteur à essence Nissan. À partir de 1993, Premier équipe sa 118N de moteurs diesels achetés au constructeur italien Negri pour les monter et sur la Padmini et sur la 138D.
En 1995, Premier est lâché par le français Peugeot qui abandonne la très récente coentreprise qui s'est soldée par une faillite. Premier reprend contact avec Fiat Auto et signe un contrat de collaboration qui aboutira à une prise de participation de Fiat de 30 % et au lancement de l'assemblage du modèle Fiat Uno en CKD dans l'usine de indienne de Kurla.

En 1997, Fiat qui voulait également produire localement la famille "world car 178", la gamme Fiat Palio et Fiat Siena engage la construction d'une nouvelle usine, sur le modèle de celle de Melfi en Italie, où sont produites les Fiat Punto et actuellement les Fiat Grande Punto, prend le contrôle de Premier et crée Fiat India Auto Limited - FIAL, qui deviendra Fiat India Private Limited en 2004.
En 1998, l'Inde s'ouvre réellement aux investissements étrangers.
En 2001, Fiat India remplace la Uno par la gamme Palio et Petra en Inde.
En mars 2006, Fiat India Ltd et Tata Motors signent un accord de coopération pour produire dans l'usine Fiat de Ranjangaon des modèles Fiat et Tata qui utilisent les mêmes plateformes et motorisations Fiat.
En décembre 2008, Fiat India lance la Fiat Linea qui est élue voiture indienne de l'année. La Fiat Grande Punto sera lancée en mars 2009.
Au salon de l'auto 2014, Fiat annonce l'arrivée de 4 nouveaux modèles dont une Punto Adventure, une Grande Punto baroudeuse, surélevée avec une roue de secours fixée sur le hayon, à la manière des 4x4.
En 2017, FCA prévoyait de démarrer la production de la version à conduite à droite du nouveau Jeep Compass lancé le 31 juillet 2017 à partir de 15 Lakhs.

## Les modèles Fiat en Inde

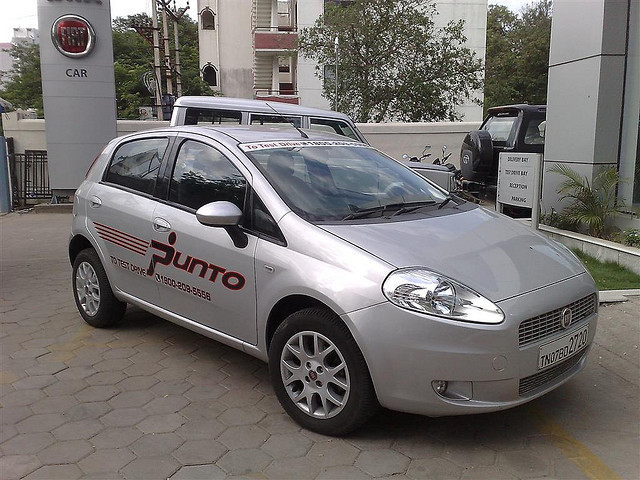
Fiat Punto India (Noter ses angles de vitres arrondis)

- Fiat 500 Topolino 1950-1954
- Fiat 1100-103 1954-1964
- Premier Padmini 1964-1999
- Premier 118NE 1995-2000
- Fiat Uno 1998-2001
- Fiat Palio 2001-2009
- Fiat Petra 2001-2009
- Fiat Palio SW 2001-2008
- Fiat Linea 2008-
- Fiat Punto 2009-
- Fiat Punto Evo 2014-
- Fiat Punto Avventura 2014-